# Gimel (Szwajcaria)
Gimel − miejscowość i gmina (commune) w zachodniej Szwajcarii, w kantonie Vaud, w okręgu (district) Morges.  

## Demografia
W Gimel mieszka 2418 osób. W 2021 roku 26,2% populacji gminy stanowiły osoby urodzone poza Szwajcarią.